# Щ-424
Щ-424 — советская дизель-электрическая торпедная подводная лодка времён Второй мировой войны, принадлежит к серии X проекта Щ — «Щука». Входила в состав Балтийского флота и Северного флота.

## История корабля
Лодка была заложена 17 декабря 1934 года на заводе № 189 «Балтийский завод» в Ленинграде под строительным номером 260 и названием Щ-312, спущена на воду 27 апреля 1935 года, 15 декабря того же года переименована в Щ-321. 17 июля 1936 года вошла в состав Балтийского флота ВМФ СССР.

### Служба
В мае-июне 1939 года была переведена на Северный флот. 17 июня переименована в Щ-424, 21 июня вошла в состав 3 дивизиона подводных лодок Северного флота. 20 октября 1939 года в Кольском заливе во время выхода в дозор была протаранена рыболовным траулером РТ-43. Удар пришёлся в левый борт в районе рубки, через считанные минуты лодка затонула, 32 члена экипажа погибли, 10 (по другим данным — 7) человек спаслись. В мемуарах И. А. Колышкина единственным виновником столкновения назван капитан траулера, напившийся после удачного улова, однако в исследовании к.и.н. М. Э. Морозова указывается, что версию Колышкина об опьянении не подтверждает военный лоцман, находившийся на борту траулера, и что ответственность вместе с капитаном судна А.П. Дружининым понёс командир Щ-401 К. М. Шуйский, который в этом походе заменял заболевшего командира Щ-424 И. И. Касьяненко. И Шуйский, и Дружинин были приговорены к высшей мере наказания, заменённой впоследствии десятью годами тюремного заключения.